# Балкарія

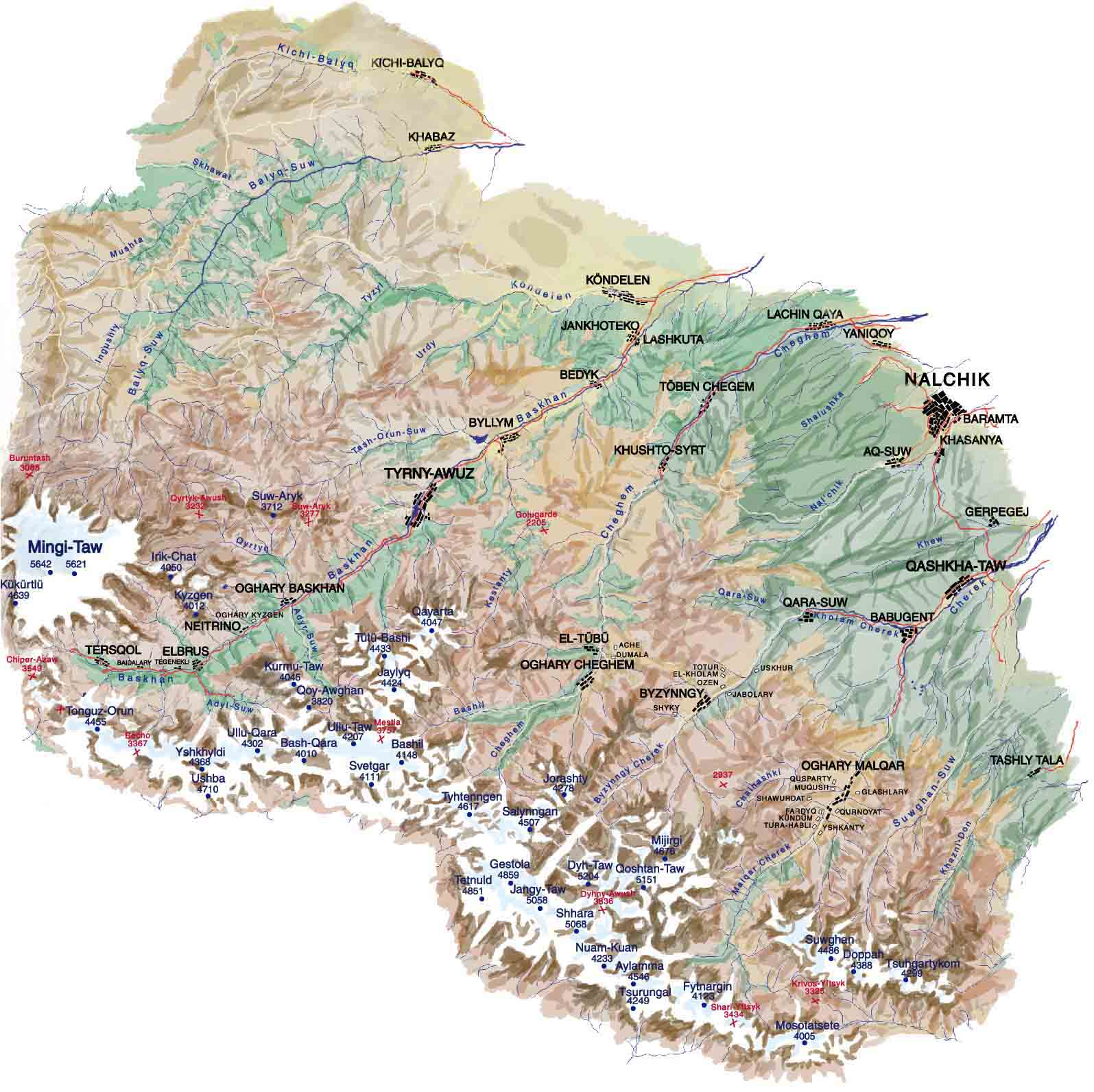
Балкарія

Балкарія — історична територія площею 6,6 тис. км², місце формування та проживання народу балкарців (карач.-балк. таулула) — дослівно: «горяни», аланла в горах і передгір'ях Кавказу, нині — населена балкарцями південна і західна частина Кабардино-Балкарської Республіки. Балкарія займає ущелини і передгір'я Центрального Кавказу по долинах річок Малка, Баксан, Чегем, Черек та їх приток, що відносяться до басейну Терека. На території Балкарії розташовані: найвища гора Європи — Ельбрус (у перекладі з балкарської «багатотисячник»), а також відомі п'ятитисячники — найвищі вершини Кавказу —  Дихтау, Коштан-Тау, Джангітау тощо. Тут же знаходяться найбільші льодовики і фірнові поля Кавказу: Азау, Терскол, Іткол,  Чегет тощо, а також відома Безенгійська стіна (12-кілометровий гірський масив, найвища ділянка Головного Кавказького хребта). Територія Балкарії багата гірськими масивами, лісами, родючими долинами, альпійськими луками і родовищами корисних копалин.

## Республіка Балкарія
Під час кризи в СРСР у Балкарії утворилося кілька націоналістичних організацій — Національна рада балкарського народу, Ліга відродження Балкарії, Тере. Пропонувалося утворити республіку Балкарію та об'єднати її з Карачаєм, населеним близькоспорідненими з балкарцями карачаєвцями. 17 листопада 1991 року на другому З'їзді балкарського народу була проголошена Республіка Балкарія. 29 грудня 1991 року в усіх балкарських поселеннях був проведений референдум про створення балкарської республіки, на якому за вихід балкарців зі складу Кабардино-Балкарії проголосували 95% від тих, хто взяв участь у референдумі, і 80,5% від тих, хто був занесений у списки. Тим не менше, республіка не почала функціонувати фактично. Друга спроба створити республіку була зроблена у 1996 році на черговому З'їзді балкарців, однак вона закінчилася арештами та обшуками.